# Chengdu J-7
El Chengdu J-7 (en chino : 歼 -7; designación OTAN: Fishcan y versión de exportación: F-7) es una versión construida bajo licencia en la República Popular de China del famoso avión soviético Mikoyan-Gurevich MiG-21 y, por lo tanto, comparte muchas similitudes con el MiG-21. El avión está armado con misiles aire-aire guiados por infrarrojos de corto alcance y está diseñado principalmente para el combate aire-aire de corto alcance. El avión también se utiliza para apoyo aéreo cercano.
Es un avión de caza e interceptor monoplaza de segunda generación, fabricado en China por las compañías Shenyang Aircraft Corporation (ahora Shenyang Aircraft Industry Corporation, SAC) y Guizhou Aircraft Industry Corporation, y más tarde por Chengdu Aircraft Factory (ahora Chengdu Aircraft Industry Corporation, CAC). Está en servicio en algunas fuerzas aéreas en las que sirve principalmente como un interceptor. La producción cesó en 2013. El J-7 fue desarrollado extensamente en el Chengdu/PAC JF-17 Thunder, que se convirtió en el sucesor del modelo.
El 30 de marzo de 1962, la Unión Soviética y China firmaron un acuerdo de transferencia de tecnología relacionado con el MiG-21. Supuestamente, aunque se entregaron varios kits, componentes, aeronaves completas y documentos asociados a la fábrica de aeronaves de Shenyang, la documentación de diseño estaba incompleta y los diseñadores chinos hicieron esfuerzos para aplicar ingeniería inversa a la aeronave. Si bien los dos aviones son muy similares, las áreas de diferencia incluyen los sistemas hidráulicos y los arreglos internos de combustible. Según los informes, durante marzo de 1964, la producción nacional del J-7 comenzó en la fábrica de aviones de Shenyang, pero debido a varios factores, incluida la Revolución Cultural, la producción en masa solo se logró realmente durante la década de 1980. Se desarrollaron numerosos modelos del J-7, con mejoras en áreas como el armamento, la aviónica y el diseño del ala.
El avión es operado principalmente por la Fuerza Aérea del Ejército Popular de Liberación (PLAAF), pero numerosos operadores internacionales han comprado sus propios J-7. Fuera de China, el mayor operador del J-7 es la Fuerza Aérea de Pakistán. Los aviones chinos de última generación, como el interceptor Shenyang J-8, se desarrollaron con las lecciones aprendidas del programa J-7. Varias naciones, incluidas Zimbabue, Tanzania y Sri Lanka, desplegaron el tipo en roles ofensivos.
En 2013, la producción del J-7 finalizó después de la entrega de 16 F-7BGI a la Fuerza Aérea de Bangladesh. Los aviones de combate más nuevos, como el caza polivalente JF-17 Thunder, lo han sucedido en el mercado de exportación. Hasta la fecha, un gran número de J-7 permanecen en servicio tanto con la PLAAF como con múltiples clientes de exportación.

## Desarrollo
Entre las décadas de 1950 y 1960, la Unión Soviética compartía la mayor parte de sus armas convencionales con la República Popular de China. Una de ellas era la limitada cooperación entre los dos países en las primeras etapas de desarrollo del famoso MiG-21. Sin embargo la escisión chino soviética terminó el desarrollo del programa chino del MiG-21 y del 28 de julio al 1 de septiembre de 1960, la Unión Soviética retiró sus asesores, parando totalmente el programa.
Sin embargo, Nikita Jrushchov escribió a Mao Zedong, en febrero de 1962 para informarle que la Unión Soviética estaba dispuesta a transferir la tecnología MiG-21 a China y pidió que enviara a sus representantes, tan pronto como fuera posible para discutir los detalles. China consideró este gesto de la Unión Soviética de hacer la paz, y fue, obviamente sospechosa, pero fueron muy rápidos para tomar la oferta para hacer frente a los aparatos. Una delegación encabezada por el Coronel General Liu Yalou, el comandante en jefe de la Fuerza Aérea del Ejército Popular de Liberación (PLAAF) y graduado de una academia militar Soviética, se envió de inmediato a Moscú, y a la delegación china se le permitió incluso disponer de tres días para visitar la planta de producción de MiG-21, que anteriormente estaba fuera de límite a los extranjeros. La autorización fue dada personalmente por el propio Nikita Jrushchov, y el 30 de marzo de 1962, se firmó el acuerdo. Sin embargo, dada la situación política y la relación entre los dos países, los chinos no eran optimistas en la obtención de la tecnología y, en consecuencia, se prepararon para la ingeniería inversa.
Rusia declaró que las fuentes de ejemplos completos de MiG-21 fueron enviados a China volado por pilotos soviéticos, y recibió MiG-21Fs en carpetas junto con piezas y documentos técnicos. Así como los chinos habían esperado, la Unión Soviética entregó las carpetas, documentos y piezas a Shenyang Aircraft Factory cinco meses después el acuerdo fue firmado, los chinos descubrieron que la documentación técnica proporcionada por soviéticos estaba incompleta y algunas de las partes no podían utilizarse. Se pusieron a la ingeniería inversa de los aparatos para la producción local, y al hacerlo, tuvieron éxito en la solución de 249 problemas importantes y llegaron hasta con ocho importantes documentos técnicos que no se entregaron. El esfuerzo fue exitoso en gran medida, ya que el diseño chino mostró solo pequeñas diferencias del modelo original. 
China se propuso realizar una ingeniería inversa del avión para la producción local, y al hacerlo, lograron resolver 249 problemas importantes y reproducir ocho documentos técnicos importantes que no fueron proporcionados por la Unión Soviética. Una de las principales fallas fue con los sistemas hidráulicos, que conectaron hasta el 70% de los aviones en algunos escuadrones hasta que se actualizaron los sistemas. Otra mejora importante fue la modificación del almacenamiento de combustible para hacer que el avión sea más estable. El MiG-21 transporta la mayor parte de su combustible en el fuselaje delantero, causando que el centro de gravedad se desplace y se vuelva inestable luego de aproximadamente 45 minutos de operación. El J-7 ha rediseñado los tanques de combustible y los tanques de caída significativamente más grandes para mantener un centro de gravedad más estable y, por lo tanto, una mejor estabilidad estática longitudinal. La cabina también se revisó para reemplazar el asiento de expulsión soviético, que se consideró inaceptable. La cubierta de apertura delantera se reemplazó por una cubierta estándar con bisagras en la parte posterior y se desechó antes de que se expulsara el asiento. De lo contrario, el esfuerzo de reingeniería fue en gran medida exitoso, ya que el avión J-7 fabricado en China mostró solo pequeñas diferencias en el diseño y el rendimiento del MiG-21 soviético original. 
En marzo de 1964, Shenyang Aircraft Factory comenzó la primera producción nacional del caza a reacción J-7, que lograron con éxito el próximo año. Sin embargo, la producción en masa del avión J-7 se vio gravemente obstaculizada por un problema social y económico inesperado, la Revolución Cultural, que resultó en una calidad inicial deficiente y un progreso lento, lo que, a su vez, dio como resultado una producción a gran escala. en la década de 1980, cuando el diseño original de la aeronave mostraba su antigüedad.
En 1987 se lanzó el J-7E, que tenía una ala muy mejorada, entre otras mejoras. Era aproximadamente un 45% más maniobrable, y su rendimiento de despegue y aterrizaje aumentó considerablemente. También estaba equipado con un casco montado a la vista, además de ser el primer MiG-21 equipado con HOTAS y una pantalla multipropósito. Muchos de los componentes electrónicos eran de origen británico, como la mira del arma y la pantalla de usos múltiples. El avión es capaz de usar misiles PL-8/Python 3 con la mira del casco montado o el control de disparo por radar, pero los dos no están conectados. El piloto solo puede usar un sistema a la vez. 
A mediados de la década de 1980, Pakistán solicitó un avión con mayor capacidad de radar. Tanto el radar estándar como el británico Marconi estaban plagados de desorden del terreno, pero China no tenía ninguna experiencia con el radar aire-tierra en ese momento. En 1984, Pakistán brindó asistencia haciendo que sus pilotos F-16 entrenados en Estados Unidos brindaran capacitación sobre el funcionamiento adecuado del radar de ataque terrestre, lo que permitió a los chinos desarrollar el J-7M. A fines de la década de 1980, el J-7MP y el J-7PG introdujeron mejoras significativas en el sistema de radar al convertirlo en un radar FAIR Grifo-7 italiano. Esto más que triplicó el alcance efectivo del radar, así como aumentó considerablemente el ángulo con el que el radar podría detectar el objetivo.
El J-7 solo alcanzó sus capacidades diseñadas por los soviéticos a mediados de los años ochenta. Sin embargo, el caza es asequible y ha sido ampliamente exportado como el F-7, a menudo con sistemas occidentales incorporados, como los que se venden a Pakistán. Hay más de 20 variantes diferentes de exportación del J-7, algunas de las cuales están equipadas para usar armamento europeo, como los misiles R.550 Magic franceses. La serie Wings Over The Red Star de Discovery Channel afirma que los chinos interceptaron varios MiG-21 soviéticos en ruta a Vietnam del Norte (durante la Guerra de Vietnam), pero estos aviones no tuvieron un rendimiento consistente con sus especificaciones originales, lo que sugiere que los chinos en realidad, los aviones de baja calificación interceptados que estaban destinados a la exportación, en lugar de los aviones de producción totalmente capaces. Por esta razón, los chinos tuvieron que rediseñar los armazones de los aviones MiG-21 interceptados para lograr sus capacidades originales. Más tarde, China desarrolló el Shenyang J-8 basándose tanto en la experiencia adquirida con el programa como en la utilización de la información técnica incompleta adquirida del jet de desarrollo soviético Ye-152.
En mayo de 2013, la producción de J-7 ha cesado después de décadas de fabricación. Los últimos 12 F-7BGI se entregaron a la Fuerza Aérea de Bangladesh.

## Diseño

### Armas
El prototipo J-7 fue provisto con un cañón de 30 mm. Todas las variantes posteriores tienen dos cañones de 30 mm Type 30-1 con 60 proyectiles cada uno, montados en los lados inferiores del fuselaje.
Tiene cuatro puntos alares (500 kg de carga cada uno, 2000 kg límite total), un punto central, normalmente utilizado para un tanque de 720 litros.
Los cuatro soportes alares pueden llevar una combinación de armas compuesta por misiles de corto alcance PL-2, PL-5, PL-7, PL-8, PL-9, Magic R550, AIM-9, bombas de caída libre de 500, 250, 100 y 50 kg, o lanzadores de cohetes, cada uno cargando doce no guiados de 55 mm o 7 cohetes de 90 mm.

## Variantes
Hay alrededor de cuatro docenas de variantes.
J-7. La primera ingeniería inversa de los MiG-21-F-13 "Fishbed-C" fabricada por Shenyang Aircraft Factory en 1962, potenciado por un motor GT-7 (un R-11F-300). Solo 12 fueron producidos.
J-7I. La mejora del J-7 variante construida por Chengdu Aircraft Industry Corp (CAC) en la década de 1970, se diferencia del J-7 en la que fija la ingesta de la J-7 fue sustituido por la ingesta de una variable. Es potenciada todavía con el motor GT-7.
F-7A. Versión de exportación del J-7I con un motor WP-7B, dos cañones de 30 mm, y dos pilones bajo el ala. Fue exportado a Albania y Tanzania. De acuerdo con Mao Zedong, la versión de exportación fue armada con mejor equipo que el interno.
J-7II. Mejora de la variante construida en la década de 1970, caza todo tiempo con dos cañones de 30 mm y un motor WP-7B.
F-7B. Versión de exportación del J-7II con misiles Franceses Matra R550 Magic aire-aire. Vendido a Egipto (un total de 150 F-7B y F-7M), Iraq y Sudán.
JJ-7. Caza biplaza y entrenador, es el equivalente de los MiG-21U Mongol-A. Originalmente construido por el Instituto de Diseño de Aviones Guizhou (ahora Guizhou Aviation Industry Group / GAIC) en 1981.
FT-7. Versión de exportación del JJ-7. Se utilizó el asiento de eyección chino Tipo II, en sustitución de la copia del diseño soviético, ya que el diseño soviético fue menos fiable.
JJ-7I. Equivalente del MiG-21US con un asiento de eyección Tipo II. Solo un número muy pequeño fue construido antes de la conversión al JJ-7II.
FT-7A. Conversión de paquetes ofrecidos a los soviéticos MiG-21U A clientes como Egipto para sustituir el original soviético construido con asientos eyectables Tipo II, y una parte trasera con bisagras dosel que se desechase antes de la eyección de los asientos en lugar de avanzar con bisagras dosel.
J-7IIA.Mejora del J-7II a principios de 1980 con la aviónica occidental, como el HUD británico Tipo 956, que se convirtió en estándar para el J-7 a partir de entonces.
F-7W. Primer modelo de exportación del J-7 con un HUD. Dosel más pequeños y la pequeña ventana detrás de ella se sustituyó por una cúpula más amplia a fin de que la pequeña ventana ya no existiría en los J-7 a partir de entonces. El primer cliente fue Jordania, pero el avión no entró en servicio jordano, en su lugar, la aeronave acabó en manos iraquíes.
JJ-7II. JJ-7I con aviónica Rockwell Collins que más tarde se convirtió en estándar para los modelos J-7.
FT-7B. Versión de exportación del JJ-7II, tienen un asiento de eyección Martin-Baker.
J-7BS. Primera versión del J-7 que tiene cuatro pilones subalares.
F-7BS. 4 versiones de exportación de la J-7BS unidades fueron vendidas a Sri Lanka. Estas unidades carecían de HUDs.

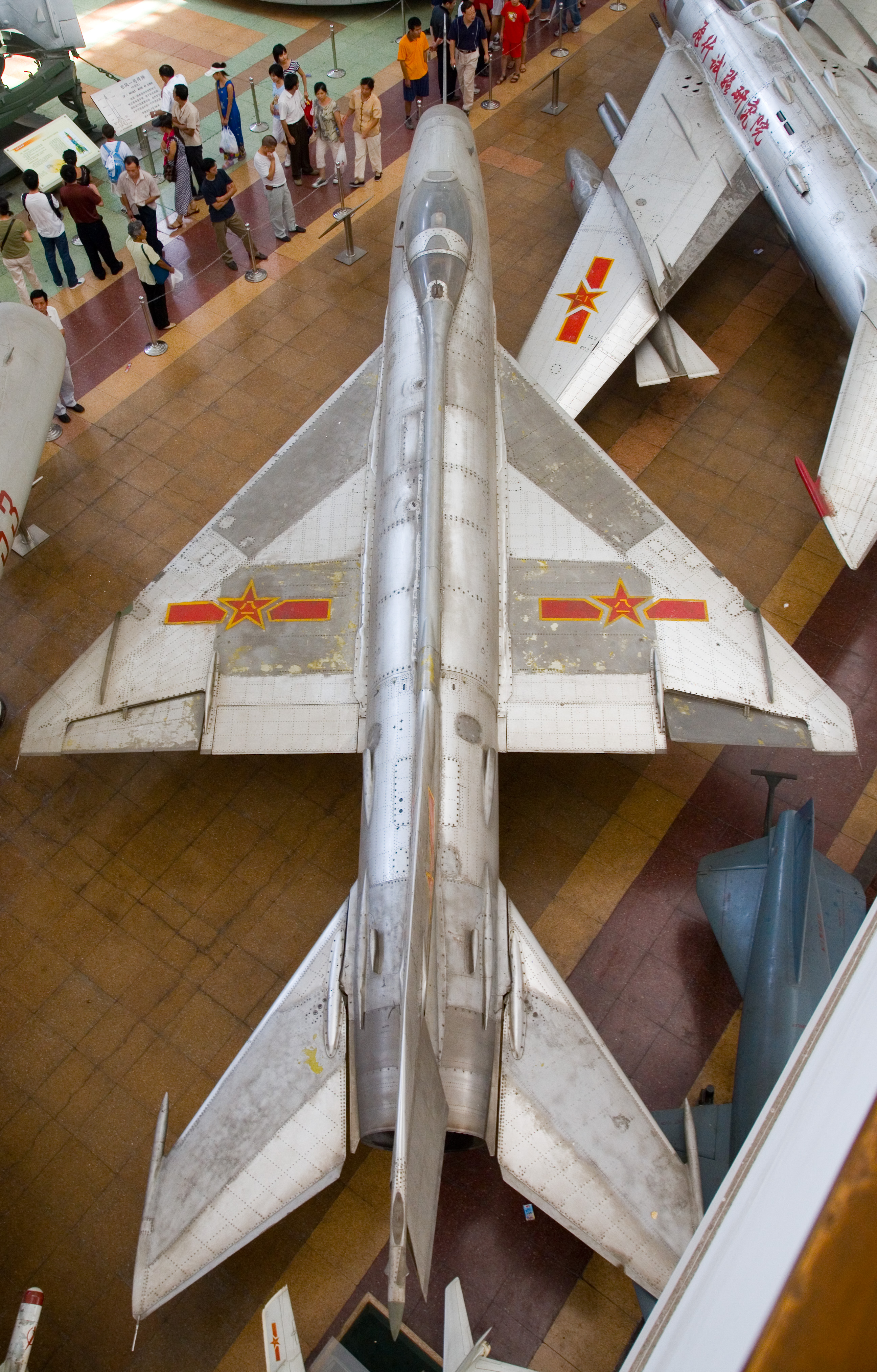
J-7I en el museo militar de Pekín

F-7MB. 16 F-7BS exportados a Bangladesh, con la capacidad para albergar vainas de reconocimiento y trabajar con el equipo dentro de las vainas de la cabina del piloto.
F-7M Airguard. Mejora del J-7II con aviónica occidental, con GEC-Marconi como el contratista principal. El programa fue iniciado en 1978, tardó seis años en completarse, después de 10 rondas de negociación. La aviónica occidental incluye:
Radar británico Tipo 226 Skyranger: pesa 41 kg con un alcance de 15 km.
British Tipo 956 HUDAWAC: Este HUD tiene un arma en la construcción-con el objetivo de ordenador, de ahí el nombre Head-Up Display Y armas Con la finalidad de ordenador.
British Tipo 50-048-02 datos digitalizados aire ordenador 2032 British Tipo cámara arma, que está vinculada a HUD con capacidad para rollos de película de intercambio mientras que en suspensión en el aire. Cada rollo de película dura más de 2 minutos.
Convertidor de América que tiene más de 30% más eficientes en comparación con el original chino convertidor.
American Type-Defensores de los Derechos Humanos 0101 / 2 altímetro de radar con una mayor gama de 1,5 km en comparación con el original de 0,6 km de los chinos altímetro de radar que había sustituido.
British AD-3400 garantizado con radio gama en el exceso de 400 km a 1,2 km de altitud.
Otras mejoras incluye nuevo diseño interno CW-1002 los datos del sensor de aire elaborado en relación con la aviónica occidental, y WP-7B/WP-7BM motor.
Un ala totalmente diferente permitió que la distancia de despegue y aterrizaje se redujera a un 20 %, mientras que el aumento en el rendimiento aerodinámico dogfights. Según los clientes de los créditos, F-7M es casi un 40 % más efectivo que el MiG-21 en términos de rendimiento general. Puede utilizar el misil francés R550 Magic y el chino PL-7, ambos aire-aire. Se vende a Myanmar, Bangladesh y Egipto en 1980.
Pakistán contribución: Aunque Pakistán no compra cualquier F-7M y más tarde regresaron los 20 F-7M a China después de la evaluación para exigir a China una mejor caza (que con el tiempo dio lugar al F-7MP / P), Pakistán proporcionó un importante apoyo para el programa F-7M, incluyendo:
En el último trimestre de 1982, reveló que en los vuelos de prueba el radar fue azotado por el problema de la recogida de terreno clutters. China no tiene ningún experiencia de ataque aire-tierra asistido por radar, y no tenía idea de la realización de las pruebas de vuelo necesarias, diseñado especialmente para la aviónica occidental para resolver el problema. Pakistán proporcionó pilotos de la Fuerza Aérea (incluidos los pilotos de F-16) a China para llevar a cabo estas pruebas y ayudó en la solución de este problema.
630a Instituto chino responsable del programa F-7M carecía de las instalaciones y la experiencia para llevar a cabo los ensayos de armas con avanzada de aviónica occidental, y también carecen de la capacidad para llevar a cabo combate aéreo con aviones occidentales. Por lo tanto, a partir de junio de 1984 a septiembre de 1984, dos F-7Ms fueron enviados a Pakistán para llevar a cabo tales pruebas. Pakistán, una vez más, siempre usa F-16 para ayudar a los pilotos a completar las pruebas, con el equipo chino en Pakistán dirigido por Chen Baoqi del Ministerio de Aviación de China y el Sr Xie Anqing, de Chengdu Aircraft Co.
FT-7M. Versión de entrenamiento del F-7M.
J-7M. Hasta el año 2000 fue usado por los chinos como banco de pruebas de radar y aviónica. Es Distinto de otros modelos ya que no tiene radares y aviónica fija debido a las pruebas a las que era sometido.
J-7IIM. Paquete de conversión para mejorar los J-7 Chinos al estándar F-7M.
J-7IIH. Mejora del J-7II, variante con mayor capacidad de ataque en tierra. Primer modelo del J-7 en tener una pantalla multi-función, situada en la esquina superior derecha del tablero de instrumentos.
J-7MP. Después de casi dos años de usar F-7M, la Fuerza Aérea de Pakistán (FAP) regresó a China los 20 aviones F-7M a finales de 1980 con 24 recomendaciones para majorar, incluida la sustitución del radar original GEC-Marconi Tipo 226 Skyranger con el italiano FIAR Grifo-7 de, y la capacidad para disparar el misil norteamericano AIM-9 Sidewinder.
J-7IIK. Paquete de conversión para China, resultado de la experiencia adquirida en el J-7MP para mejorar sus J-7 al estándar J-7MP/F-7MP/F-7P.
F-7MP. J-7MP convertidos de los F-7M. 20 han sido entregadas y están en servicio pakistaní. También es conocido como F-7P Skybolt. La Fuerza Aérea de Pakistán no distingue ambos, ya que la única diferencia es la forma en que se produjeron.
F-7P. Nueva producción del Skybolt para la Fuerza Aérea de Pakistán (FAP). Un total de 60 fueron construidos.
FT-7P. Versión de entrenamiento del F-7MP y F-7P. A diferencia de la mayoría de los entrenadores chinos de J-7 que carecen de los radares, el FT-7P fue armado con el mismo rada y, por tanto, es plenamente capaz para el combate.
J-7III. Ingeniería inversa de los MiG-21MF "Fishbed J", producción limitada con nuevos motor y aviónica, supuestamente obtenido por Egipto.
F-7-3. Versión de exportación del J-7III con diferentes pods de lanzamiento de misiles que son compatibles con los misiles franceses R550 Magic. No se ha informado de las ventas.
J-7IIIA. Mejora del J-7III/F-7-3 con un radar y turborreactores GT-13FI, desarrollado conjuntamente por el CAC y Guizhou Aviation Industry Group (GAIG). Producción limitada de 20-30.
F-7D. Versión de exportación del J-7IIIA con diferentes pods de lanzamiento de misiles que son compatibles con el misil francés R550 Magic aire-aire. No se ha informado de las ventas.
JZ-7. Versión de reconocimiento del J-7, es el equivalente del MiG 21R. Fue el primer modelo que incluía un pod de reconocimiento ESM.
Saber-II.
J-7E. Mejora del J-7II, desarrollado en 1987 como un reemplazo del J-7II/F-7B. Una nueva ala doble delta, motor WP-13F, radar GEC-Marconi Super Skyranger, aumento de la capacidad de combustible, y una mejora del rendimiento. Es 45% más maniobrable que el J/F-7M, mientras que la distancia de despegue y aterrizaje se reduce a 600 metros, en comparación a los 1000 metros de distancia de despegue y aterrizaje de 900 metros de las versiones anteriores del J - 7. Es el primer J-7 en incorporar HOTAS. Esta versión es también el primer J-7 que se actualizó posteriormente con vista casco montada, sin embargo, se informa de que el casco montado no es compatible con los radares, pero no se pueden utilizar ambos.
J-7EB. Versión desarmada para el equipo acrobático de la PLAAF "1 de agosto", la sigla B quiere decir Biao-yan (表演, que significa realizar / mostrar en chino). Cañones, pilones y aviónica de control de fuego se eliminaron. Fueron entregadas 12 unidades en 1994, otras 12 entre 1999 y 2000, las 24 unidades están equipadas con asientos eyectables HTY-6. Después de reequipar al equipo acrobático "1 de agosto" con J-7GB más avanzados, los 24 J-7EB se rearmaron y volvieron al servicio activo. 
J-7EH. Versión naval del J-7E con medidas adicionales para contrarrestar la salinidad y la humedad.
J-7MG. Versión del J-7E equipado con el radar GEC-Marconi Super Skyranger con una antena de matriz plana ranurada capaz de escanear ± 30 ° y asiento de eyección Martin-Baker. Este avión fue evaluado por clientes potenciales como Pakistán y Bangladesh y evolucionó al modelo F-7MG.
F-7MG.
F-7BG.
J-7PG.
F-7PG.
FT-7PG.
J-7FS.
J-7MF.
F-7MF.
J-7G.
J-7GB.
F-7N.
F-7IIN.
J-7 Drone.
JL-9 (FTC-2000).
J-7G2.

## Usuarios

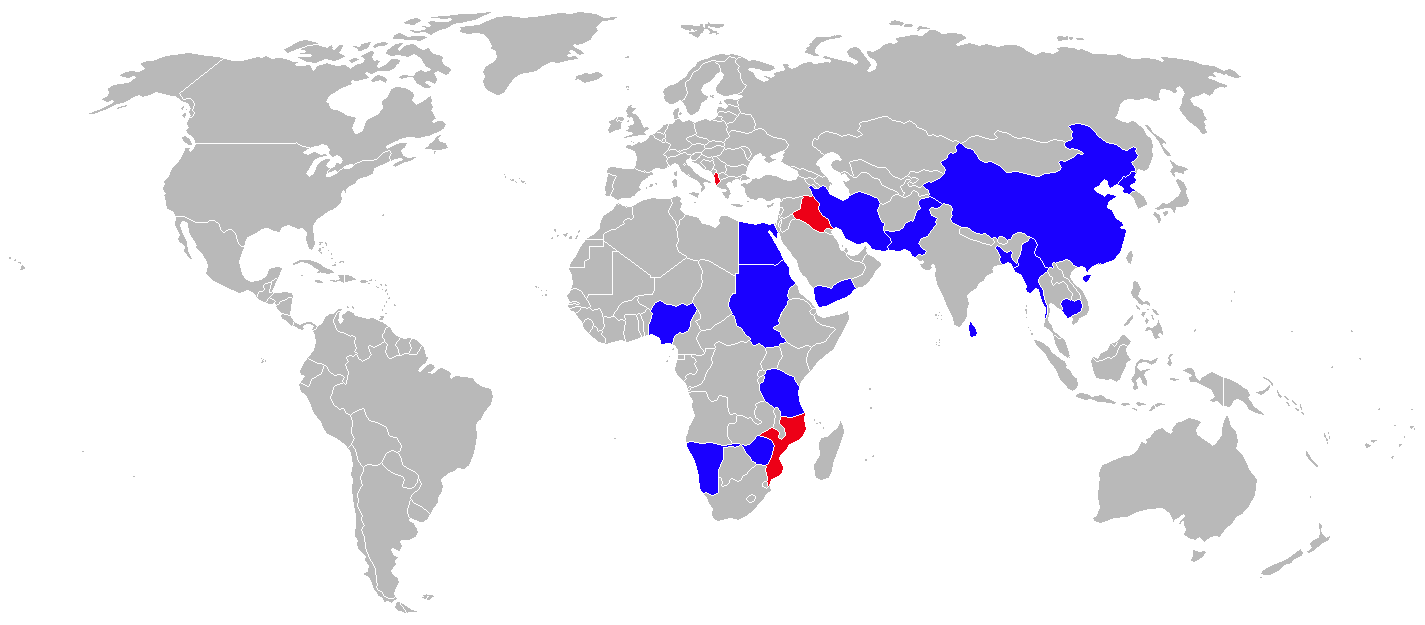
Operadores del Chengdu J-7 en 2010 (antiguos operadores en rojo)

### Actuales
Bangladés
- Fuerza Aérea de Bangladesh : 12 × F-7BG interceptores y 4 × FT-7BG cazas de dos plazas entregados en 2007. Otros 16 avanzados F-7 BGI combatientes entregados en 2012. Entregas anteriores de 16 F-7MB y 8 FT Avión de entrenamiento de 7MB ahora retirado del servicio.

 China
- Fuerza Aérea del Ejército Popular de Liberación : 290 × J-7 más 40 × J-7 entrenadores permanecieron en servicio (hasta febrero de 2012 ).
- Fuerza Aérea Naval del Ejército de Liberación Popular : 30 × J-7D / E permanecieron en servicio (hasta febrero de 2012 ).

 Egipto
- Fuerza Aérea Egipcia : 74 × F-7 en servicio.

 Irán
- Fuerza aérea de Irán: 20 × F-7 en servicio.

 Birmania
- Fuerza Aérea de Myanmar : se recibieron 62 aviones para el año 1990 a 1999.24 × F-7M y 6 × FT-7 entrenadores permanecieron en servicio (hasta febrero de 2012 ).

 Namibia

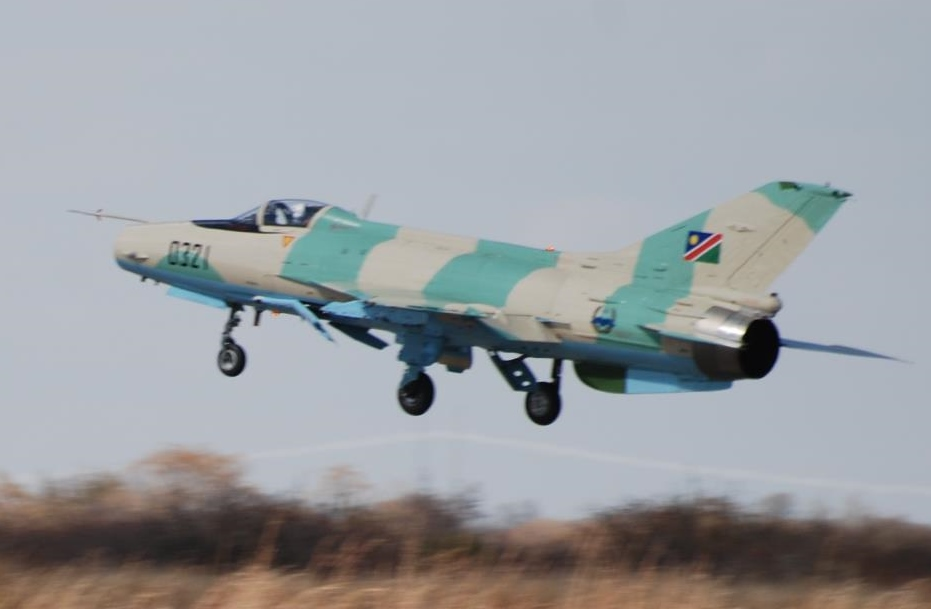
un caza Chengdu F-7 de la Fuerza Aérea de Namibia

- Fuerza Aérea de Namibia : 6 × F-7NM y 2 × FT-7NM en servicio activo. Un total de 12 aviones F / FT-7NM se entregaron entre 2006-2008.

 Nigeria
- Fuerza Aérea Nigeriana : 12 × F-7 y 2 × FT-7.

 Corea del Norte
- Fuerza Aérea de Corea del Norte : a febrero de 2012, 180 × F-7 permanecieron en servicio. Sin embargo, los informes de niveles de servicio extremos sugieren una tasa de navegabilidad inferior al 50%.

 Pakistán
- Fuerza aérea de Pakistán : a febrero de 2017, 139 × F-7P / PG más 7 × FT-7 permanecieron en servicio. 
  - No. 19 Sherrys de escuadrón - Operó F-7P / FT-7P desde 1990 hasta abril de 2014. Reemplazado por F-16A/B Block 15 ADF.[5]
  - CCS Dashings - F-7P operado desde 1992 hasta enero de 2015. Reemplazado por JF-17 Block 1.[6]

 Siria
- Fuerza aérea árabe siria

Alrededor de 10 en servicio 
 Sri Lanka
- Fuerza Aérea de Sri Lanka : 9 × F-7 / GS / BS y 1 × FT-7 formador permanecieron en servicio (hasta febrero de 2012 ).[7][8]

 Sudán
- Fuerza aérea sudanesa : 20 × F-7 en servicio.

 Tanzania
- Fuerza Aérea de Tanzania : originalmente tenía 11 F-7 en servicio, Tanzania los reemplazó con 12 J-7 nuevos (solo asiento) bajo la designación J-7G y 2 aeronaves de dos asientos designadas F-7TN en 2011 Originalmente ordenados en 2009, las entregas se completaron y las aeronaves están en pleno funcionamiento en las bases aéreas de Dar es Salaam y Mwanza. Los nuevos aviones están equipados con un radar Falcon KLJ-6E, pensado para desarrollarse a partir del radar Selex Galileo Grifo 7. El arma principal del J-7G es el misil aire-aire infrarrojo de corto alcance chino PL-7A.

### Antiguos
Albania
- Fuerza Aérea Albanesa: 12 F-7A en servicio desde 1979 hasta 2004, estos fueron actualizados en 1980, ahora se encuentran retirados del servicio.[9][10][11]

- Fuerza Aérea Iraquí : 80 × F-7, todos retirados.

- Fuerza Aérea Mozambiqueña

- Fuerza Aérea de los Estados Unidos (Evaluación de Tecnología Extranjera: MiG-21F-13)

 Zimbabue
- Fuerza Aérea de Zimbabue : Tenía 7 × F-7 en servicio. Ahora almacenado.

## Historial de combate
La mayoría de las acciones llevadas a cabo por el modelo de exportación F-7 han sido misiones en ataques aire-tierra. En las misiones aire-aire, rara vez ha habido encuentros que resulten en combates aéreos o en peleas de perros.

### África

#### Namibia
La Fuerza Aérea de Namibia ordenó 12 F-7NM de Chengdu en agosto de 2005. Fuentes chinas informaron la entrega en noviembre de 2006. Se cree que esta es una variación del F-7PG adquirido por Pakistán con el radar Grifo MG. 

#### Nigeria

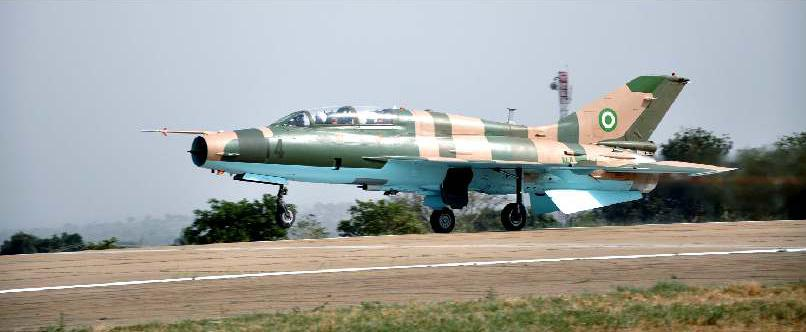
Un F-7NI nigeriano.

A principios de 2008, Nigeria adquirió 12 cazas F-7NI y tres entrenadores FT-7NI para reemplazar el stock existente de aviones MiG-21. El primer lote de F-7 llegó en diciembre de 2009. El 20 de septiembre de 2018, un piloto murió después de que dos aviones de combate nigerianos F-7Ni se estrellaran contra Katamkpe Hill, Abuya, mientras participaban en los ensayos para La pantalla aérea para conmemorar el 58 aniversario de la Independencia de Nigeria.

#### Sudán
Los F-7B de Sudán se utilizaron en la Segunda Guerra Civil de Sudán contra objetivos terrestres.

#### Tanzania
Fuerza Aérea de Tanzania utilizó el F-7 que se desempeñó en la guerra entre Uganda y Tanzania contra Uganda y Libia en 1979. Su aparición efectivamente detuvo los bombardeos por parte de los Tupolev Tu-22 libios, a razón de poder perder algunos, por los misiles de los F-7 tanzanos.

#### Zimbabue
Durante la participación de Zimbabue en la República Democrática del Congo, se implementaron seis o siete F-7 en el IAP de Lubumbashi y luego en una instalación similar cerca de Mbuji-Mayi. Desde allí, los FZ F-7 volaron docenas de patrullas aéreas de combate en los meses siguientes, intentando en vano interceptar el avión de transporte utilizado para llevar suministros y tropas de Ruanda y Burundi al Congo. A fines de octubre de 1998, los F-7 del Escuadrón No.5 fueron utilizados en una ofensiva en el centro-este del Congo. Esto comenzó con una serie de ataques aéreos que primero atacaron aeródromos en Gbadolite, Dongo y Gmena, y luego comunicaciones y depósitos rebeldes y ruandeses en el área de Kisangani el 21 de noviembre. 

### Europa

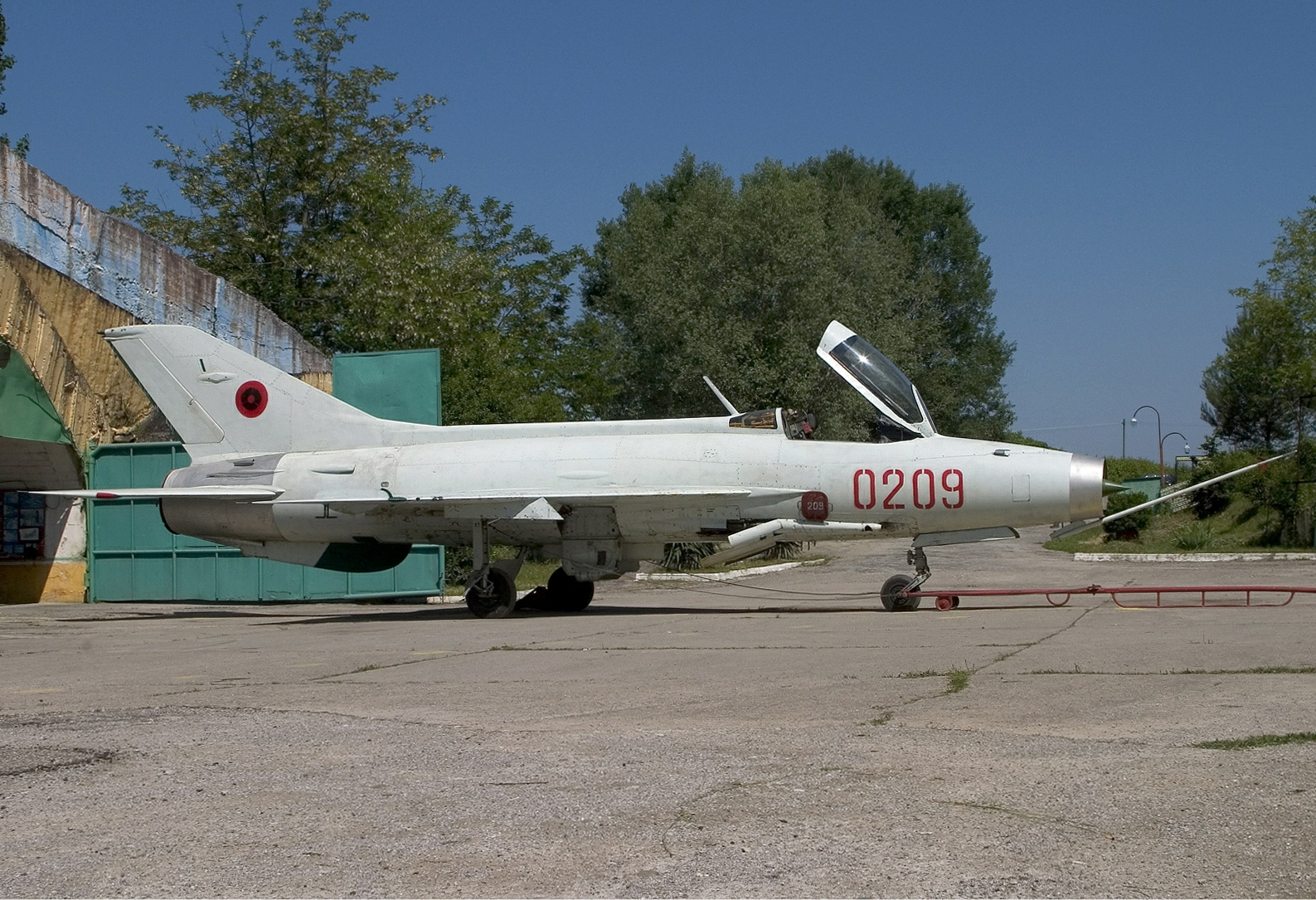
Un Chengdu F-7A de la Fuerza Aérea Albanesa

#### Albania
El estacionamiento de F-7A en el norte del país cerca de la frontera comprobó con éxito las incursiones yugoslavas en el espacio aéreo albanés.

### Asia oriental y sudoriental

J-7I de la Fuerza Aérea del Ejército Popular de Liberación

#### China
A mediados de la década de 1990, la Fuerza Aérea del Ejército Popular de Liberación (PLAAF) comenzó a reemplazar sus J-7B con la variante J-7E sustancialmente rediseñada y mejorada. Las alas del J-7E se han cambiado a un diseño único "doble delta" que ofrece una aerodinámica mejorada y una mayor capacidad de combustible, y el J-7E también cuenta con un motor más potente y una mejor aviónica. La versión más reciente del J-7, el J-7G, entró en servicio con la PLAAF en 2003.
El papel del J-7 en el Ejército Popular de Liberación es proporcionar defensa aérea local y superioridad aérea táctica. Se emplearán grandes números para disuadir a las operaciones aéreas enemigas.

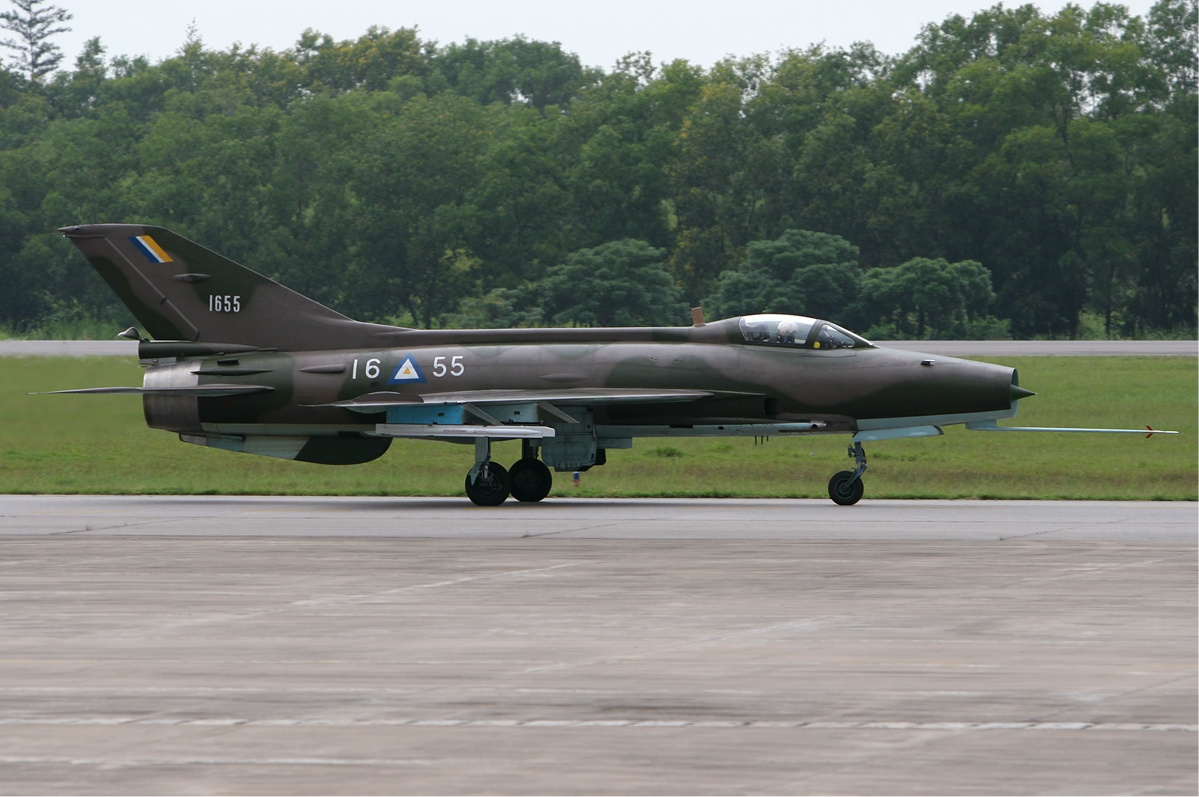
Un Chengdu F-7M de la Fuerza Aérea de Myanmar

#### Myanmar
Myanmar compró F-7M con planes de usarlos para interceptar.

### Medio Oriente

#### Egipto
Las relaciones entre Egipto y Libia se deterioraron después de que Egipto firmó un acuerdo de paz con Israel. Los MiG-21 de la Fuerza Aérea Egipcia derribaron a los MiG-23MS de Libia, y los F-7B se desplegaron en la frontera de Egipto-Libia junto con los MiG-21 para evitar posibles incursiones de MiG-23 en el espacio aéreo egipcio.

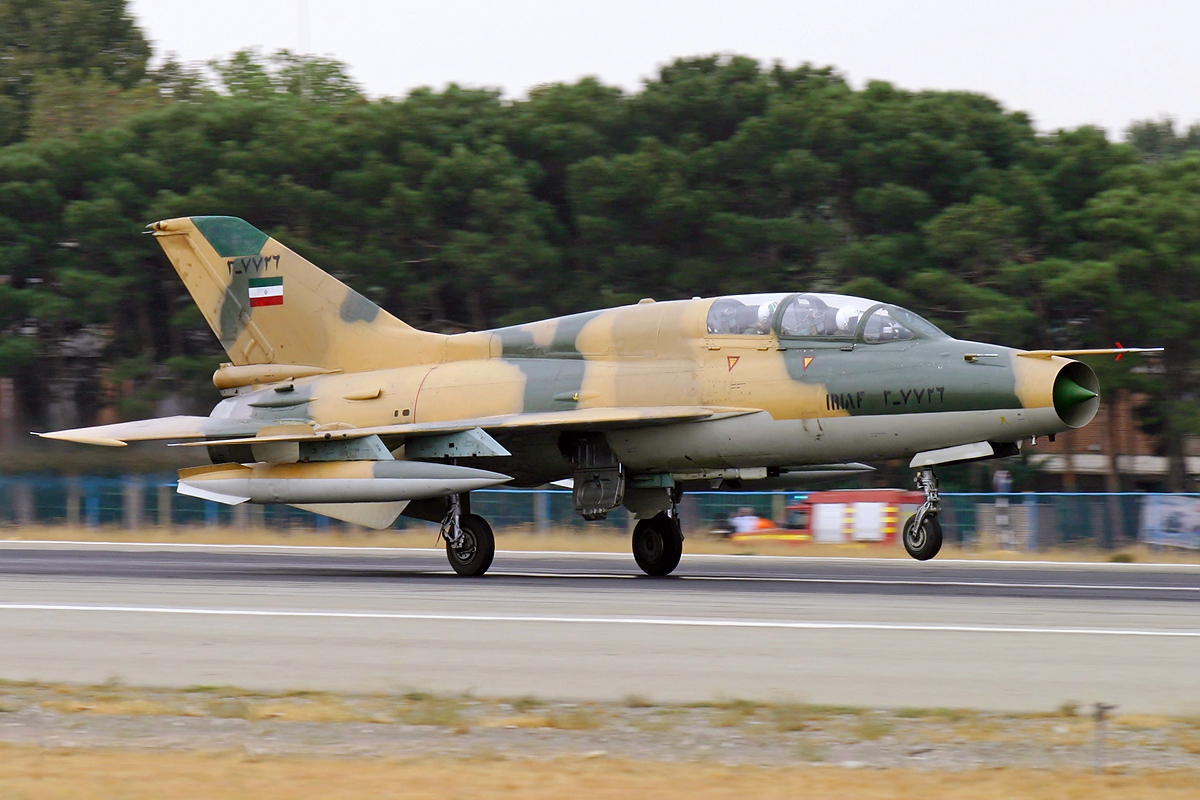
Un Chengdu J-7 de la Fuerza Aérea de la República Islámica de Irán aterrizando en el Aeropuerto Internacional de Mehrabad.

#### Irán
Aunque no en ninguna acción de combate conocida, fue en varias películas que retratan a los MiG-21 iraníes durante la Guerra Irán-Irak. Uno cuenta la historia de un ataque de la Fuerza Aérea de la República Islámica de Irán contra el reactor nuclear iraquí en Osirak el 30 de septiembre de 1980. Otro "Ataque al H3" cuenta la historia de las incursiones de 810 km de profundidad en el corazón iraquí realizadas por la Fuerza Aérea Iraquí. Los ataques a aeródromos el 4 de abril de 1981, y otras películas que representan el combate aéreo en 1981 que resultó en el derribo de alrededor de 70 aviones iraquíes. Sin embargo, informes no confirmados afirmaron que durante las últimas etapas de la guerra, estos aviones fueron utilizados para ataques de aire-tierra. El 24 de julio de 2007, un F-7 iraní se estrelló en el noreste de Irán. El avión se estrelló debido a dificultades técnicas. El 27 de abril de 2016, otro Chengdu F7 se estrelló cerca de la ciudad de Esfahan; Ambos pilotos expulsados de forma segura.

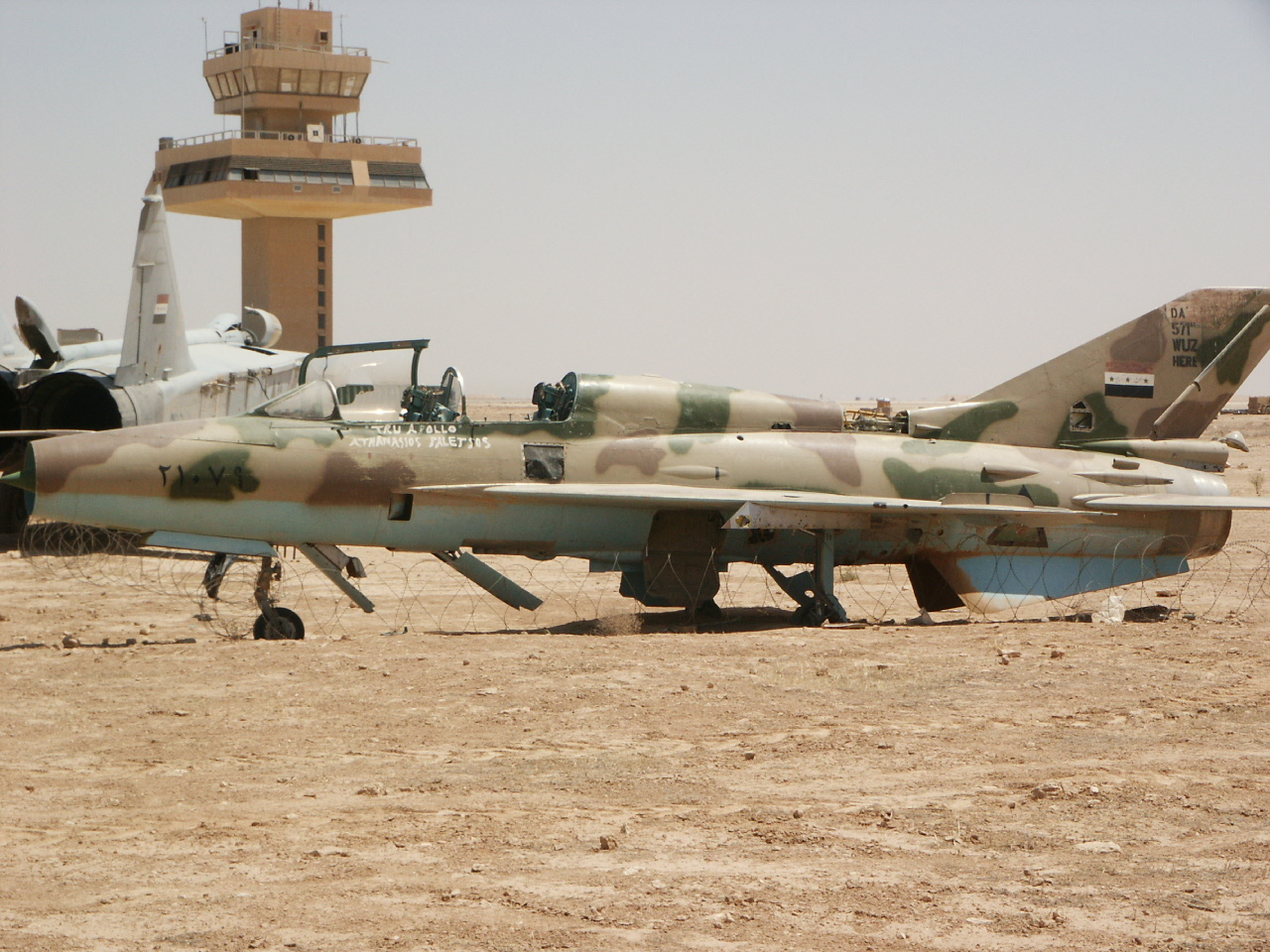
Un abandonado FT-7 iraquí frente a la torre ATC de Al Asad.

#### Irak
Los F-7B pagados por Egipto llegaron demasiado tarde para el combate aéreo en la primera parte de la Guerra Irán-Irak, pero luego participaron principalmente en incursiones de aire a tierra contra las ropas de Irán en los siguientes años, algunos de estos aviones fueron derribados por los cazas F-14, F5 y F-4, aunque se les confirma como cazas MiG-21, a pesar de que no son estos como tal, según el periodista Tom Cooper, los cazas de la IRIAF, derribaron más de 21 F-7 durante toda la guerra.

### Asia del Sur

#### Bangladesh

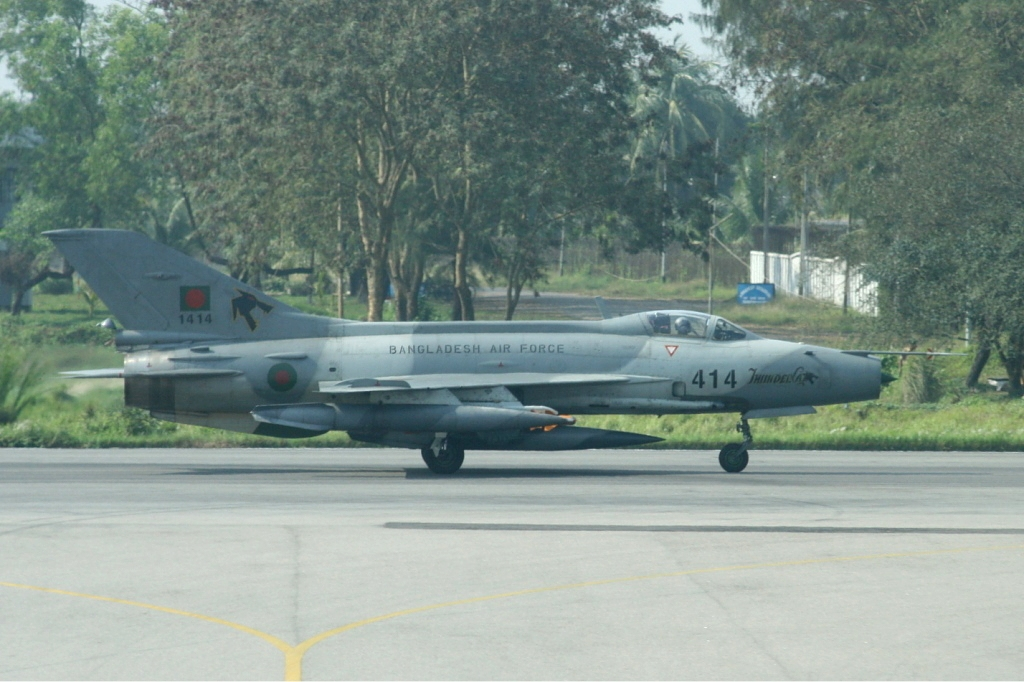
Un Chengdu F-7 de la Fuerza Aérea de Bangladés

La Fuerza Aérea de Bangladesh actualmente opera F-7MB Airguards, y F-7BG / Gs interceptores. 

#### Pakistán

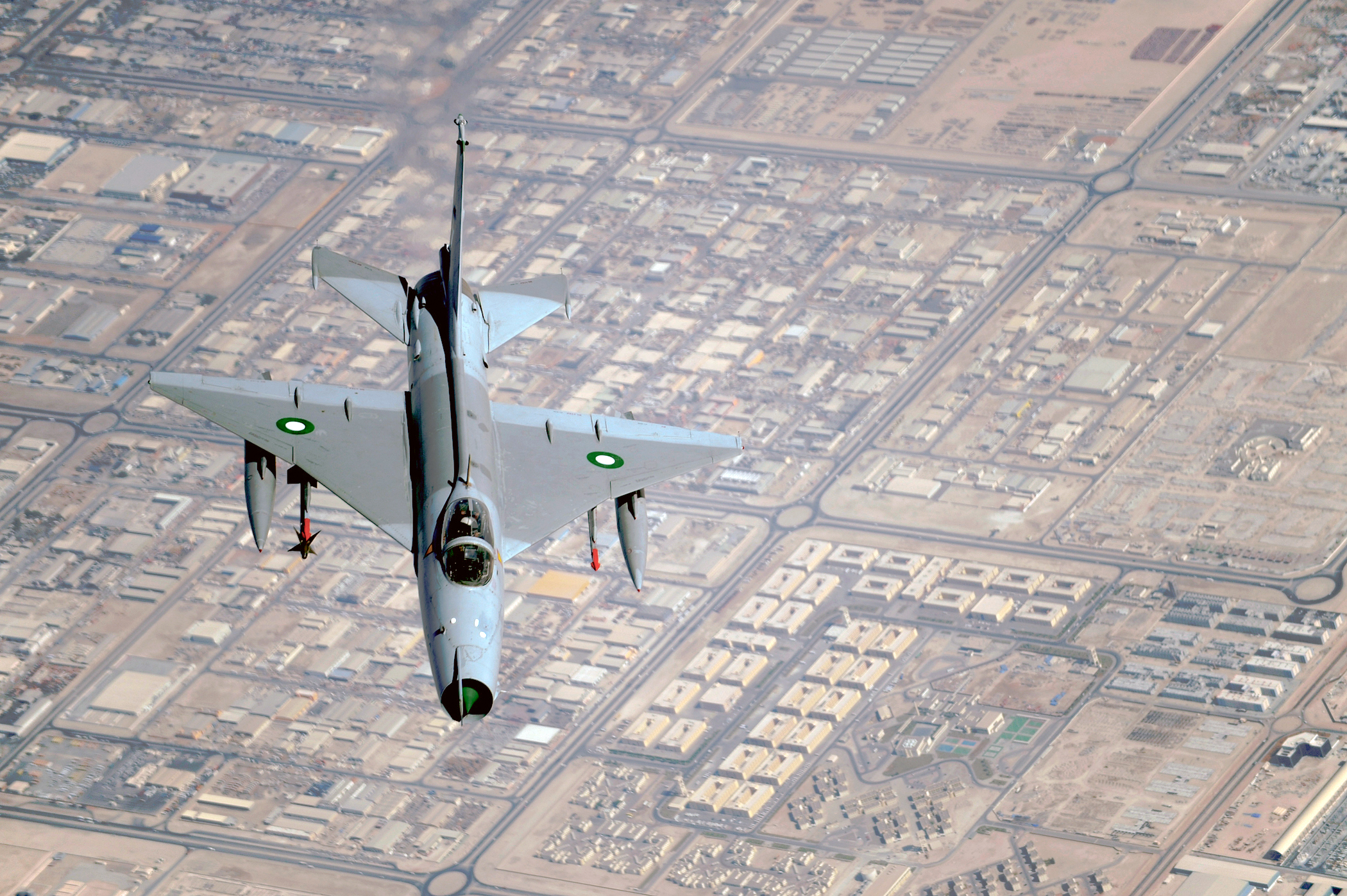
Chengdu F-7 de la Fuerza aérea de Pakistán

Pakistán es actualmente el mayor operador no chino de F-7, con ~ 120 F-7P y ~ 60 F-7PG. La Fuerza Aérea de Pakistán reemplazará a toda su flota de F-7 con el caza multiusos JF-17. Se planea que todos los F-7P se retiren y se reemplacen con el avión JF-17 Thunder para 2020.

#### Sri Lanka

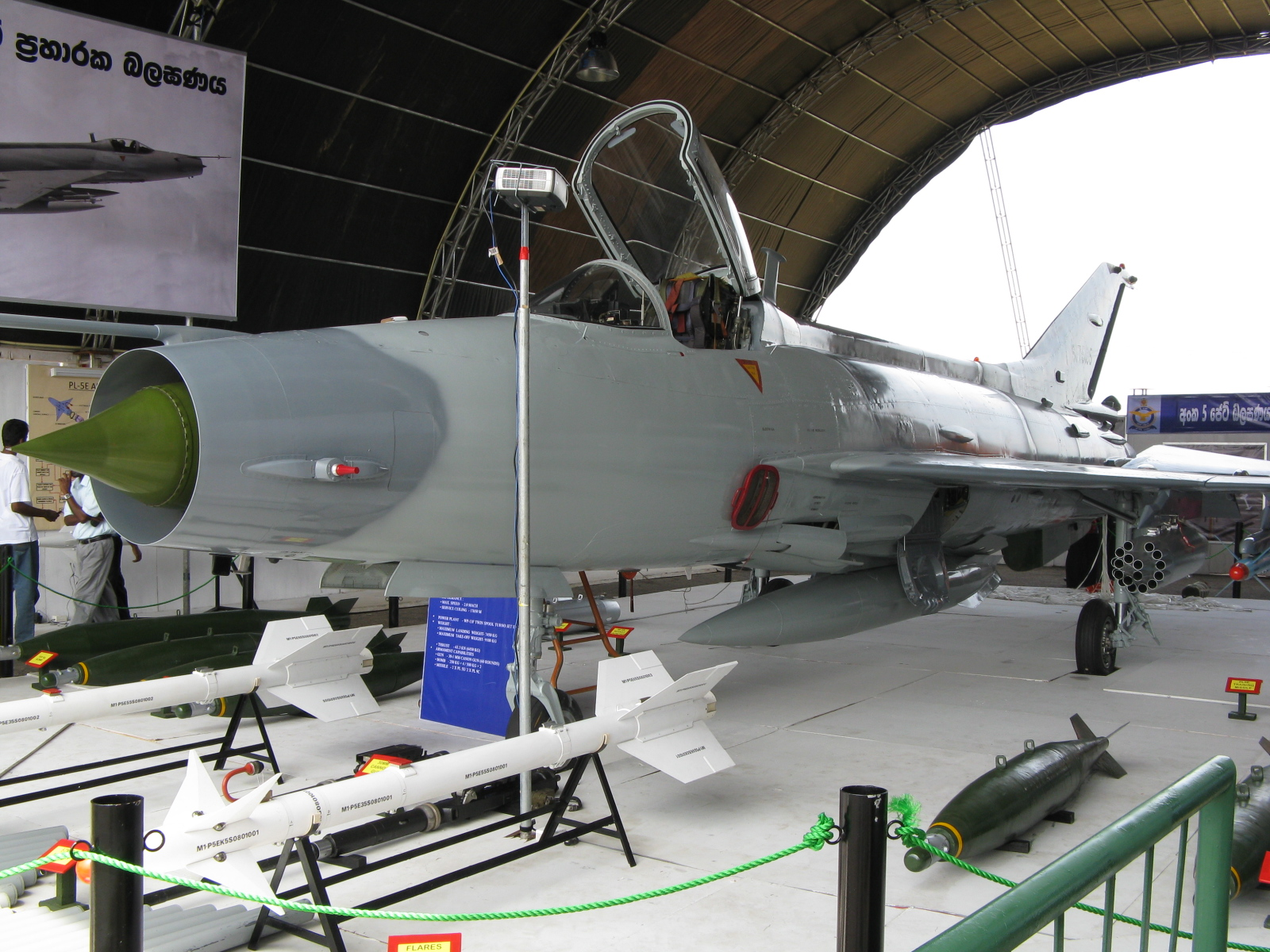
Un Chengdu F-7GS de la Fuerza Aérea de Sri Lanka

La Fuerza Aérea de Sri Lanka utilizó tres F-7BS y para misiones de ataque terrestre contra los LTTE y tres entrenadores del FT-7. Debido a la falta de resistencia y carga útil, SLAF a veces usa sus F-7 para propósitos de entrenamiento de pilotos.
A principios de 2008, la fuerza aérea recibió seis F-7G más avanzados, para usar principalmente como interceptores. Todos los F-7G, F-7BS y FT-7 son volados por el Escuadrón de Jet No 5 . 
Los funcionarios de Sri Lanka informaron que el 9 de septiembre de 2008, tres F-7 de la Fuerza Aérea de Sri Lanka fueron revueltos después de que dos Zlín-143 volados por los rebeldes fueran detectados por un radar terrestre. Dos fueron enviados a bombardear dos pistas de aterrizaje rebeldes en las áreas de Mullaitivu y Kilinochchi. El gobierno afirma que el tercero interceptado con un ZLin-143 resultó en un LTTE Zlín-143 derribado por el F-7G persiguiendo con misiles aire-aire mientras el avión ligero rebelde regresaba a su base en Mullaitivu después de un bombardeo contra la base Vavuniya.

## Especificaciones (J-7E)
Referencia datos: 

### Características generales
- Tripulación: 1
- Longitud: 14,9 m (48,8 ft)
- Envergadura: 7,2 m (23,5 ft)
- Altura: 4,1 m (13,5 ft)
- Peso vacío: 5068 kg (11 169,9 lb)
- Peso máximo al despegue: 9100 kg (20 056,4 lb)
- Planta motriz: 1× Turborreactor Liyang Wopen-13F.
  - Empuje normal: 43,2 kN (4400 kgf; 9701 lbf) de empuje.
  - Empuje con postquemador: 59,8 kN (6101 kgf; 13 450 lbf) de empuje.

### Rendimiento
- Velocidad máxima operativa (Vno): 2170 km/h (1348 MPH; 1172 kt)
- Alcance: 850 km (459 nmi; 528 mi)
- Techo de vuelo: 18 800 m (61 680 ft)

### Armamento
- Cañones: 2× cañones Tipo 30-1 de 30 mm con 60 proyectiles cada uno.
- Puntos de anclaje: 5 con una capacidad de 2000 kg, para cargar una combinación de:   
  - Cohetes: 

    - 2 x coheteras de 12 tubos de 55 mm
    - 2 x coheteras de 7 tubos de 90 mm

  - Misiles: 

    - 2 x PL-2
    - 2 x PL-5
    - 2 x PL-7
    - 2 x PL-8
    - 2 x PL-9
    - 2 x Vympel R-3
    - 2 x Matra R.550 Magic
    - 2 x AIM-9 Sidewinder

### Desarrollos relacionados
- Guizhou JL-9
- MiG-21
- Mikoyan-Gurevich E-8

### Aeronaves similares
- Northrop F-5 Freedom Fighter
- Convair F-106 Delta Dart
- Dassault Mirage III
- IAI Nesher
- English Electric Lightning
- JF-17 Thunder